# エチオピアの世界遺産
国際連合教育科学文化機関（ユネスコ、UNESCO）の世界遺産は、文化遺産または自然遺産で構成され、1972年に制定された世界遺産条約に基づいて登録される。文化遺産は、記念工作物、建造物群、遺跡から構成される。自然遺産は、地質学的または地形学的形成物、そして、学術上、保存上または景観上顕著な普遍的価値を有するものから定義される。エチオピアは1977年7月6日に条約への参加を承認した。2024年現在、エチオピアには12件の世界遺産と、将来の6件の暫定リストがある。
1978年、ワシントンD.C.において開かれた第二回の世界遺産委員会において、エチオピアの最初の2件の遺産、ラリベラの岩窟教会群とシミエン国立公園らが世界遺産に登録された。2024年に最も新しく登録された遺産は「メルカ・クントゥレとバルヒト」である。シミエン国立公園とバレ山地国立公園は自然遺産であり、他の10件の遺産はそれらの文化的な重要性によって登録された。1996年、シミエン国立公園は危機遺産に登録された。原因として、資産を横切る新しい道路の影響、過剰な牛の放牧、農業の拡大、大型哺乳類の数の減少が挙げられる。管理と動物の生態系の改善によって、2017年、遺産は危機遺産から除去された。エチオピアは2009年から2013年、2019年から2023年にかけて、世界遺産委員会の委員国を2回務めた。

## 世界遺産
ユネスコは遺産を10個の基準に基づいて登録し、それぞれの登録遺産は少なくとも1つの基準を満たしていなければならない。基準の内、(i) から (vi) は文化遺産、(vii) から (x) は自然遺産である。
| 名称 | 画像                                                             | 位置 （州）      | 登録年 | データ                            | 説明 |
| --- | ---------------------------------------------------------------- | ---------------- | ------ | --------------------------------- | --- |
| シミエン国立公園 英語: Simien National Park | 断崖と山の風景                                                   | アムハラ州       | 1978年 | 9; vii, x（自然遺産）             | 何百万年を通じて、浸食はエチオピア高原に険しい山頂、深い渓谷、断崖の景観を形成した。このエリアは絶滅危惧種の生物多様性ホットスポットであり、ワリアアイベックス、ゲラダヒヒ、そしてアビシニアジャッカルを含む絶滅危惧種が生息している。1996年と2017年の間に、シミエン国立公園は危機遺産に登録された。原因として、資産を横切る新しい道路の影響、過度な牛の放牧、農業の拡大、大型哺乳類の数の減少が挙げられる。                                                            |
| ラリベラの岩窟教会群 英語: Rock-Hewn Churches, Lalibela | 完全な状態で残っているピンク色の建造物の写真、広い四角い穴の中で | アムハラ州       | 1978年 | 18; i, iii（文化遺産）            | 13世紀、聖地での巡礼が出来なかった時代に、聖地の代わりを作るため、ゲブレ・メスケル・ラリベラ王の下で、11の教会が一つの石塊から削られて作られた。それらは何世紀にわたって損傷したが、エチオピア正教会に大きな影響を与えた。複数の教会には絵によって内壁が修飾されている。伝統的な形の家で構成された村が近くに位置する。写真は聖ゲオルギオス教会。 |
| ゴンダール地域のファジル・ゲビ 英語: Fasil Ghebbi, Gondar Region | 芝生と4つの円筒形の塔が取り囲む、4階建ての石の城の写真           | アムハラ州       | 1979年 | 19; ii, iii（文化遺産）           | 1936年にファシリダス皇帝がゴンダールに首都を構えるまで、エチオピア帝国は固定された首都を持っていなかった。1984年まで、宮殿は君主の居場所として機能した。王宮（写真）はいくつかの宮殿、教会、修道院、その他の建造物を含んでいる。建築形式はヒンドゥー教建築とイスラーム建築の影響を受け、後に宣教師らのイエズス会によってもたらされたヨーロッパのバロック建築形式で改造された。                                                                                          |
| アクスム 英語: Aksum | 直立した大きな彫刻が刻まれたオベリスク                           | ティグレ州       | 1980年 | 15; i, iv（文化遺産）             | アクスム、同名の王国の重要な首都は1千年紀においてアフリカ、アジア、ギリシャ・ローマ世界の間の十字路に位置した。王国は紅海と北アフリカの交易ルートを制御していた。4世紀に、王国はキリスト教へと改宗した。都市の遺跡には、3世紀から4世紀と推定される繊細に刻まれた石碑（写真はアクスムのオベリスク）、王の墓、教会、そして多言語で刻まれた石の石碑がある。 |
| アワッシュ川下流域 英語: Lower Valley of the Awash | アウストラロピテクス・アファレンシスのルーシーの人骨の復元       | アファール州     | 1980年 | 10; ii, iii, iv（文化遺産）産）   | アワッシュ川下流域地域は人類の進化の研究において、最も重要な考古学的遺跡の一つである。そこは100万年前早期ヒト科が生息しており、そこで保存状態が良好な化石が発見された。最も重要な発見の一つは1974年に発見された人骨のアウストラロピテクス・アファレンシスのルーシーと、320万年前（写真の骨格）の人骨および440万年前のアルディピテクス・ラミドゥスのアルディである。 |
| ティヤ 英語: Tiya | 剣に似た彫刻が彫られた直立した石碑。後ろには2つの石碑がある。    | 中部エチオピア州 | 1980年 | 12; i, iv（文化遺産）             | ティヤはソド地域において、最も有史以前の巨石記念物遺跡を代表する遺跡の一つである。ティヤでは、36の石碑、その内33は45 m (148 ft)の線に沿って並べられている。大半の石碑はシンボルを刻まれた、いくつかは剣に似たものも刻まれた。墓地が近くで発見されたため、それには葬儀の意味があると解釈されている。その場所の年数はまだ正確に推定されていない。 |
| オモ川下流域 英語: Lower Valley of the Omo | 少し濁った川の景色                                               | 南エチオピア州   | 1980年 | 17; iii, iv（文化遺産）           | このエリアはトゥルカナ湖に接し、350万年から100万年前（鮮新世と更新世）の堆積層が存在し、人類の進化の研究において重要な考古学的遺跡である。早期ヒト科の多くの遺跡が発見され、その中にはアウストラロピテクス属とヒト属に属する化石も含まれていた。また、最も古い石器も発見され、初期の技術活動の発展についての洞察を与える。 |
| 歴史的城塞都市ハラール・ジュゴル 英語: Harar Jugol, the Fortified Historic Town | 石の城壁のアーチ型の門の下にいる子供たち                         | ハラリ州         | 2006年 | 1189rev; i, ii, iv, v（文化遺産） | ハラールの都市はムスリムの神聖な都市で多数のモスクと聖堂が置かれ、10世紀へ遡るものもある。都市の壁（写真）は13世紀から16世紀の間に造られ、現代の都市計画は16世紀に遡る。家の様式はイスラム諸国とは異なるが、沿岸のアラブ文化の影響を示している。内装は豪華に飾られた。19世紀後半にインド商人が来訪し、木造のベランダを備える新しい様式の家がもたらされた。 |
| コンソの文化的史観 英語: Konso Cultural Landscape | 石壁と茅葺き屋根の家がある村に住む子供と大人                     | 南エチオピア州   | 2011年 | 1333rev; iii, v（文化遺産）       | 400年以上前から、コンソ人はこのエリアに居住していた。高地の厳しく乾燥している環境と戦うため、彼らはアグロフォレストリーのために棚田を作り、防衛のため石の壁と要塞化された村を築いたため、独特な文化的景観が形成された。コンソ社会は、墓標として木製の人の形をした像を彫る伝統などの伝統を守り、石碑を建て続ける世界最後の社会の一つである。写真は村の光景。 |
| バレ山地国立公園 英語: Bale Mountains National Park | 植生の少ない高地の自生地に生育する巨大なロベリア植物             | オロミア州       | 2023年 | 111rev; vii, x（自然遺産）        | バレ山地は、 熱帯雨林、雲霧林、湿地、そしてアフリカで最も広い範囲（3000メートル、9800フィート）のアルプス地方など様々な生息地で構成される。そして過去の氷河が尾根、断崖、渓谷、氷河湖のある険しい風景を形成した。このエリアは、アビシニアジャッカル、バレ山地のサル、マウンテンニアラ、そして8種のげっ歯目などの固有種と希少種の生息地である。植物の中で、高原にジャイアントロベリア（写真）が生育する。                                                                |
| ゲデオの文化的史観 英語: Gedeo Cultural Landscape | 熱帯環境におけるいくつかの柱状の石碑                             | 南エチオピア州   | 2023年 | 1641; iii, v（文化遺産）          | 文化的景観はゲデオ人によって形作られ、ゲデオ人は彼らの伝統と信仰に従って生き続ける。彼らはコーヒー、エンセーテ、そして他の作物を栽培し、持続可能な森林農業を試みている。土地の伝統的な制度の利用規制は、地域の生物多様性を維持しながら、人口密度を高くすることが出来るようになった。多くの儀礼的なモニュメントである、いずれも石碑または男根の形から来ている巨石記念物がある（写真）。                                                                                  |
| メルカ・クントゥレとバルヒト : エチオピア高原地域の考古学的・古生物学的遺跡群 英語: Melka Kunture and Balchit: Archaeological and Palaeontological Sites in the Highland Area of Ethiopia | 黒い背景に3つのチョッパー、博物館提供の写真                      | オロミア州       | 2024年 | 13rev; iii, iv, v（文化遺産）     | メルカ・クントゥレはアワッシュ川上流域の高原に位置する広い考古学的遺跡である。埋蔵物は、厚さ100メートル（330フィート）の場所にあり、170万年以上の時を経ている。考古学者たちは石器、ホモ・エレクトスと古代のホモ・サピエンスの骨、そして古代の植物と動物の化石を発見した。石器は初期のオルドワン石器（写真はチョッパー）が始まりであり、より洗練されたアシュール石器が続き、後期石器時代の石器で終わる。石器の重要な材料は黒曜石であり、近くのバルヒト遺跡で発掘された。 |

## 暫定リスト
世界遺産リストに登録されている遺産に加え、加盟国は推薦され、選考されるであろう暫定リストを維持することが出来る。以前から暫定リストに掲載されていた場合のみ、世界遺産のリストに推薦することが出来る。暫定リストにはエチオピアの遺産が6件記載されている。
| 名称 | 画像                                 | 位置 （州） | 掲載年 | 登録基準                          | 説明 |
| --- | ------------------------------------ | ----------- | ------ | --------------------------------- | --- |
| ディレ・シェイク・フセイン地域の文化的・歴史的遺産 英語: Dirre Sheik Hussein Religious, Cultural and Historical Site                                   | イスラーム様式の小さな白い神殿       | オロミア州  | 2011年 | ii, iii, iv, vi（文化遺産）       | シェイハ・フセインの都市はアフリカの角と中東のムスリムコミュニティにとって重要なイスラム教の巡礼場所である。それはシェイハ・フセインにちなんで名付けられ（写真は墓）、13世紀マルカ出身のソマリ人の聖人がこのエリアにイスラム教をもたらした。都市には多くのモスク、聖地、家、儀式的な建造物がある。 |
| ホルカ・ソフ・オマール : 自然・文化遺産 (ソフ・オマール : 神秘の洞窟) 英語: Holqa Sof Omar: Natural and Cultural Heritage (Sof Omar: Caves of Mystery) | カルスト洞窟にあるトンネル           | オロミア州  | 2023年 | iii, v, vi, vii, viii（複合遺産） | 広い石灰岩カルスト地形洞窟システムは2300万年前から500万年前の、中新世のウェイブ川から形成された。洞窟には、石灰岩の柱と大きな地下の部屋などの多くの地形学的な構造が示される。洞窟は11世紀にここに恐らく住んでいたムスリムの聖人シェイク・ソフ・オマール・アフメドの崇拝との繋がりがある。彼らは、重要な伝統宗教の信者でもあり、精霊崇拝と幽霊カルトに焦点を当てている。 |
| ティグレの聖地 英語: Sacred Landscapes of Tigray | 壁と天井に絵が描かれた岩窟教会の内部 | ティグレ州  | 2018年 | ii, iii, iv, v, vi（文化遺産）    | この候補はゲレ・アルタ、テンビエン、そしてアツビを含む、121の石削りの教会の3つの教会群が含まれる。いくつかの教会は他に石と木材で作られている。これらは5世紀から14世紀まで遡り、木造の教会は、現存している世界で最も古い木造建造物として未だ保存されているものの一つである。それらは海面から 2,900 m (9,500 ft) の高さに位置する。最も古い教会は、一連の修道院を設立した9人のシリア人の聖人と関係した。教会の内部は絵で修飾され、それらは15世紀の後にイタリア・ルネサンスに影響を受けていた。写真はアブナ・イェマタ・グハ教会。 |
| イェハの文化遺産 英語: The Cultural Heritage of Yeha                                                                                                   | 高い石の建造物の遺跡                 | ティグレ州  | 2020年 | i, ii, iii, iv（文化遺産）        | イェハは紀元前1千年紀の、前アクスム人社会の中心であった。遺跡には、紀元前7世紀からの大寺院（写真）が含まれ、寺院はサブサハラ以南アフリカで最も古い常設建造物である。グラット・ビール・ゲブリ宮殿の遺跡、そして岩を切って作られた墓が含まれる2つの墓地がある。物質文化の遺跡や石や銅の金石文は南アラビアとの貿易関係を示している。イェハは他にアクスムの建築に影響を及ぼした。 |
| タナ湖の島の修道院とその隣接する湿地の自然・文化遺産 英語: Lake Tana Island Monasteries and its Adjacent Wetland Natural and Cultural Heritages        | 茅葺き屋根の円形の教会               | アムハラ州  | 2021年 | iii, v, vi, x（複合遺産）         | タナ湖はエチオピアで最も大きい淡水湖であり、青ナイル川の源流である。このエリアは生物多様性に富み、いくつかの固有の動物や植物種の生息地である。近くに位置する青ナイル河谷はその美しい景色で知られる。島の中の修道院はエチオピア正教会の重要な中心であり、エチオピア帝国の中心、宗教的・政治的中心でもあった。写真はデク島のナルガ・セラシエ教会。 |
| シミエン国立山地公園 英語: Simien Mountains National Park (SMNP)                                                                                       | 植生が希薄な山の断崖                 | アムハラ州  | 2023年 | vii, x（自然遺産）                | これは、保護区が3分の2に拡大された時、2014年に国立公園が大幅に拡大されたことをきっかけにされた、現存する世界遺産の拡張計画である。 |

### 注
1. ↑  建造物、記念的意義を有する彫刻、または金石文
2. ↑  考古学的遺跡を含む
3. ↑  地理または生物の生成物から成る
4. ↑  脅威にさらされている動物または植物の種の生息地
5. ↑  英語では「property」と呼ばれ、遺産そのものを指す。